# Thermophilibacter mediterraneus
Thermophilibacter mediterraneus es una bacteria grampositiva del género Thermophilibacter. Fue descrita en el año 2021. Su etimología hace referencia al mar Mediterráneo. Es anaerobia estricta e inmóvil. Catalasa y oxidasa negativas. Tiene un tamaño de 3-4 μm de ancho por 3-7 μm de largo. Temperatura de crecimiento óptima de 37 °C. Forma colonias blancas, traslúcidas y circulares en agar sangre tras 48 horas de incubación. Es sensible a amoxicilina, imipenem, rifampicina, vancomicina y metronidazol. Resistente a cefotaxima y ceftriaxona. Tiene un genoma de 2,3 Mpb y un contenido de G+C de 68,8%. Se ha aislado del colon de un paciente de 76 años con diarrea en Francia. 